# Morbio Inferiore
Morbio Inferiore (in dialetto comasco Mòrbi da Sòtt) è un comune svizzero di 4 597 abitanti del Canton Ticino, nel distretto di Mendrisio.

## Storia
L'insediamento ha origini romane, testimoniate dal ritrovamento delle fondamenta di una villa. Successivamente vi si stabilì la famiglia De Castello, che costruì una fortezza citata per la prima volta nel 1198 e poi nel 1206 e nel 1209. La fortezza venne smantellata nel 1517, in seguito al trasferimento della stessa dalle mani di Ludovico il Moro a quelle degli Svizzeri. 
Un drammatico fatto di sangue avvenne il 2 luglio 1843 noto come “i fatti del Bisbino”. Alcuni giovani di Bruzella, Caneggio e Morbio di ritorno dal Santuario della Beata Vergine posto sulla vetta del Bisbino, nella zona oggi nota come I Crusett si scontrarono con altri pellegrini e nella rissa che ne scaturì fu ucciso tal Carlo Casartelli, detto Ballin, carabiniere di Chiasso, accorso in aiuto dei feriti. Seguirono diverse rappresaglie nei comuni della Valle di Muggio e il 6 luglio fu ucciso don Michele Cereghetti, parroco di Bruzella, da una fucilata tiratagli dal carabiniere Antonio Pagani che si apprestava ad arrestarlo. Due giorni dopo un fratello del Pagani uccise con un colpo di carabina il panettiere Antonio Ferrari di Morbio Inferiore. Le tre croci di legno, testimonianza dei pellegrinaggi parrocchiali verso il santuario, ricorderebbero anche le vittime di questi crimini.
Nel novembre del 2004 i sindaci di Vacallo, Chiasso e Morbio Inferiore lanciarono l'idea di creare un unico comune, tramite la sottoscrizione di una dichiarazione d'intesa, ma il progetto fu respinto a grande maggioranza da una votazione popolare il 25 novembre 2005 e il progetto formalmente ritirato con decreto legislativo del Gran Consiglio in data 22 gennaio 2008.

## Stemma
Lo stemma di Morbio Inferiore rappresenta un castello con una torre bianca su campo rosso e una rossa su campo bianco. Questo stemma ricorda l'antico castello che sorgeva attorno alla metà del Seicento ed era situato dove ora si innalza il Santuario di Santa Maria dei Miracoli, consacrato nel 1613 e diventato Basilica il 2 giugno 1991.

## Monumenti e luoghi d'interesse

### Architetture religiose

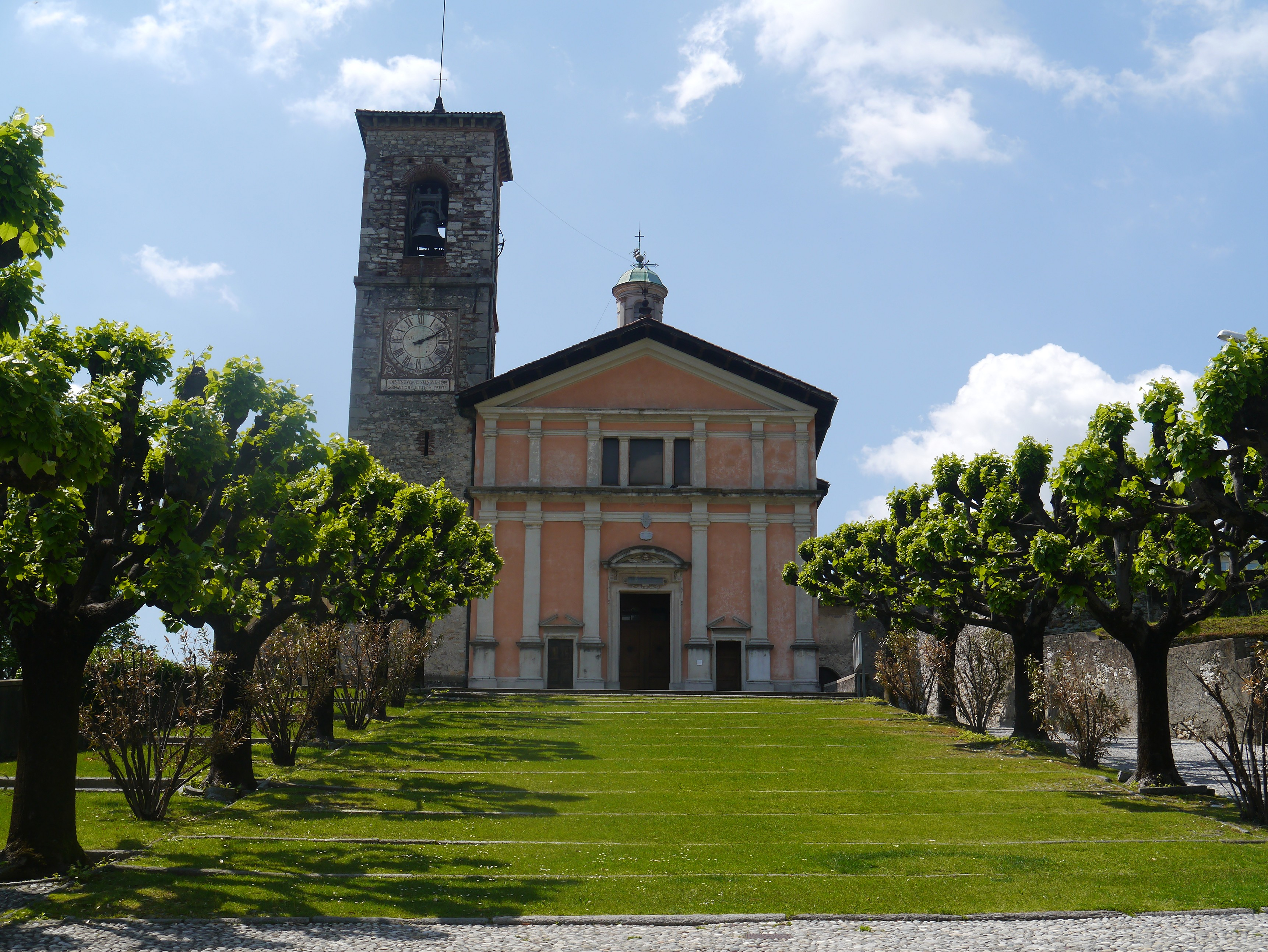
Il santuario di Santa Maria dei Miracoli

- Santuario di Santa Maria dei Miracoli, eretto nel 1613 in stile barocco[1];
- Chiesa di San Giorgio, eretta nel 1309[1];
- Chiesa-oratorio di San Rocco, attestata dal 1578 e ricostruita nel 1760 circa[1];
- Oratorio della Madonna del Rosario, eretto nel 1718-1731[senza fonte].

### Architetture civili

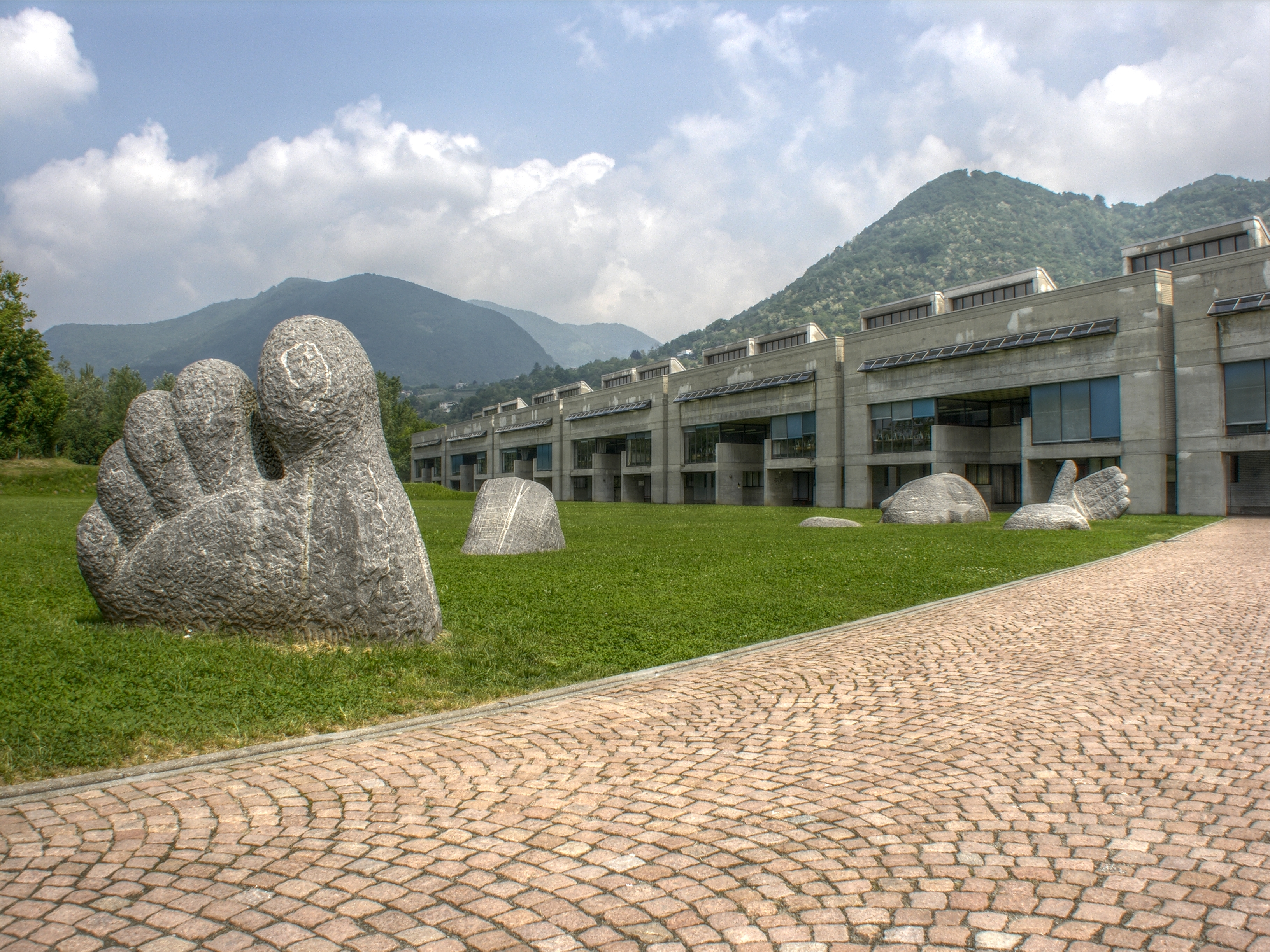
La scuola media con la scultura Gigante sotterrato

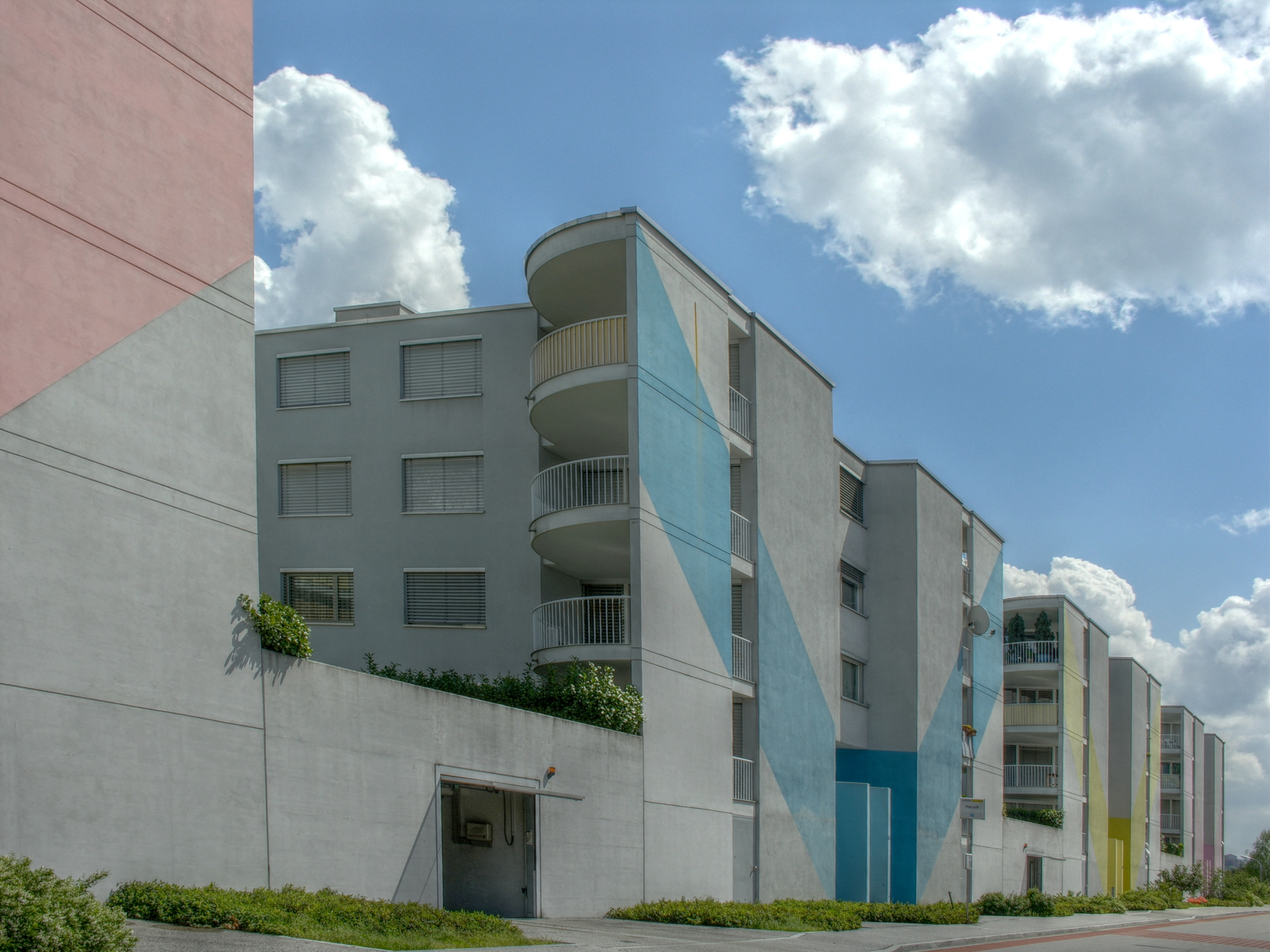
Gli edifici a blocchi in via Pascuritt

- Villa Mura in via Vela, struttura neorinascimentale costruita nel 1924[senza fonte];
- Scuola media, costruita nel 1972-1977 su progetto di Mario Botta, con la scultura Gigante sotterrato di Pierino Selmoni[senza fonte];
- Casa unifamiliare in via Ligrignano, costruita su progetto di Mario Botta nel 1977-1978[senza fonte];
- Casa unifamiliare in via Vacallo, costruita su progetto di Mario Botta nel 1986-1988[senza fonte];
- Centro Shopping Serfontana, costruito su progetto di Franco Bircher[senza fonte];
- Casa parrocchiale[senza fonte];
- Villa van Laak", costruita in stile eclettico[senza fonte];
- Ex fabbrica Saceba in via dei Mulini[senza fonte];
- Edifici a blocchi in via Pascuritt, progettati da Fabio Muttoni ed Elio Ostinelli[senza fonte].

## Società

### Evoluzione demografica
L'evoluzione demografica è riportata nella seguente tabella, nel 2019 gli abitanti erano 4'571
Abitanti censiti

## Cultura

### Musei
- Museo del santuario di Santa Maria dei Miracoli, con oggetti sacri, eretto nel XIV-XVIII secolo[senza fonte].

## Amministrazione
Ogni famiglia originaria del luogo faceva parte del cosiddetto comune patriziale e aveva la responsabilità della manutenzione di ogni bene ricadente all'interno dei confini del comune. Il Patriziato di Morbio Inferiore è estinto.